# Füllbild
Mit Füllbild wird in der Heraldik und Siegelkunde ein einfaches Bild oder Zeichen verstanden, das zum Ausfüllen von Freiflächen in Wappen oder Siegel genommen wird, weil das eigentliche Motiv zu klein oder die Konturen nicht formatfüllend sind. Als Füllbilder sind einfache Ausführungen, wie  Sterne, Mond, Kreuze oder Initialen beliebt. Auch Arabesken sind als Füllbild geeignet. Das Regalienfeld war dafür immer geeignet. Im Wappenschild oder Feld wird die auch als Damaszierung bekannte Verschönerung nicht beschrieben. Wichtig ist in Siegeln die gleichmäßige Flächenaufteilung. Durch Fehlinterpretation sind diese Zeichen oft aus den Siegeln in die Wappen übernommen worden. Die reinterpretierte Bedeutung ist teilweise fraglich, hat aber die Heraldik bereichert.

## Nachweise
- Gert Oswald: Lexikon der Heraldik. VEB Bibliographisches Institut, Leipzig 1984, S. o.A.